# Harmostes formosus
Harmostes formosus är en insektsart som beskrevs av William Lucas Distant 1881. Harmostes formosus ingår i släktet Harmostes och familjen smalkantskinnbaggar. Inga underarter finns listade i Catalogue of Life.